# أيروسميث
إيرُسميث فريق هارد روك اميركي، والذي يشار إليه أحيانا باسم «ذا باد بويز فروم بوسطن»  أو «أكبر فرقة للروك اند رول بأمريكا». وبنبع أسلوبهم من الهارد روك من موسيقى البلوز،  وقدشمل أيضا عناصر من موسيقى البوب،  والهيفي ميتال،  والايقاعية والبلوز، ، وقد ألهم إيروسميث العديد من فنانين الروك اللاحقين. تكونت الفرقة في بوسطن بولاية ماساتشوستس في عام 1970. عازف الجيتار جو بيري وعازف الباص جيتار توم هاملتون، والذان كانا في الأصل معا في فرقة تسمى جام باند، اجتمعا مع المطرب ستيفن تايلر، وعازف الدرامز جوي كرامر، وعازف الجيتار راي تابانو، وكونوا Aerosmith. بحلول عام 1971، تمت الاستعاضة عن تابانو ببراد ويتفورد، وبدأت الفرقة تحسين وضعها في بوسطن.
تم التوقيع مع شركة كولومبيا للتسجيلات في عام 1972، وأصدرت سلسلة من الألبومات البلاتين المتعددة، بدءا من أول البوم يحمل اسم الفريق. في عام 1975، وصل الفريق لمرتبة عالية مع ألبوم ألعاب في العلية، وقد عززت الاغاني اللاحقة في عام 1976 وضعهم كنجوم هارد روك. وبنهاية السبعينات، كانوا من بين أكثر فرق الهارد روك شعبية في العالم، وكان لهم ملاحقين مواليين من الجماهير، الذين غالبا ما كان يشار إليهم باسم «الجيش الأزرق». ومع ذلك، كان لإدمان المخدرات، والصراع الداخلي دورا مؤثرا على الفرقة، والذي أسفر عن مغادرة بيري وويتفورد، في عامي 1979 و 1981 على التوالي. وقد حل محلهم جيمي كريسبو وريك دوفاي. لم يكن حظ الفرقة موفورا بين عامي 1980 و 1984، حيث تم إصدار البوم وحيد هو روك ان هارد بليس، والذي أصبح ذهبيا لكنه فشل في مجاراة نجاحاتهم السابقة.

## وصلات خارجية
- أيروسميث على موقع IMDb (الإنجليزية)
- أيروسميث على موقع الموسوعة البريطانية (الإنجليزية)
- أيروسميث على موقع ميوزك برينز (الإنجليزية)
- أيروسميث على موقع رولينغ ستون (الإنجليزية)
- أيروسميث على موقع أول ميوزيك (الإنجليزية)
- أيروسميث على موقع ديسكوغز (الإنجليزية)
- Official website
- Official fan club website